# Serie 200 de Euskotren
La Serie 200 de Euskotren estaba compuesta por 20 unidades eléctricas múltiples. La primera unidad entró en servicio el 1 de febrero de 1986. Las series 900 y 950 sustituyeron progresivamente a estos trenes.

## Historia
Los trenes fueron encargados por Euskotren en 1983, entregándose la primera unidad en 1985. Los trenes fueron construidos íntegramente en el País Vasco: los coches motores por CAF en Beasáin, los coches no motores por Babcock & Wilcox en Sestao y el material eléctrico por Westinghouse en Erandio.
Entraron en servicio el 1 de febrero de 1986, inicialmente en la línea Bilbao-Plentzia, donde sustituyeron al material rodante heredado de Ferrocarriles y Transportes Suburbanos de Bilbao S. A. (FTSB). Los trenes habían sido pensados para ser utilizados en el metro de Bilbao, pero transfiere su línea más concurrida a la nueva empresa del metro.
Así, con la inauguración del metro en 1995, los trenes de la serie 200 fueron trasladados a las líneas del Txorierri, Urdaibai y Bilbao-San Sebastián.
Los 20 trenes constaban originalmente de 3 coches cada uno. En 1996, a 10 de ellos se les añadió un cuarto coche, utilizándose los trenes de tres coches junto con la serie 3500 en las líneas de Urdaibai y Bilbao-San Sebastián (incluye la línea del «Topo»). A partir de 1999 se añadió un cuarto coche a los restantes trenes de tres coches.
Actualmente en el Museo Vasco del Ferrocarril de Azpeitia (Guipúzcoa) se preserva una unidad, la 215.

## Datos interesantes[2]
- La unidad 209 fue la única que mantuvo los colores originales hasta que recibió equipos de tracción trifásicos de Team, con un sonido distinto que al resto de la serie. Además, de ser la primera en recibir la librea actual de Euskotren y más tarde en ser retirada de servicio.

- La mayoría de la serie 200 fue desguazada. Aun así, 4 unidades (205, 206, 213 y 214) fueron vendidas a Mantenimiento Técnico Ferroviario (MTF) en Badajoz.